# Beriev MBR-7
Beriev MBR-7 (còn gọi là Beriev MS-8) là một loại tàu bay ném bom/trinh sát tầm gần của Liên Xô, do viện thiết kế Beriev phát triển.

## Quốc gia sử dụng
Liên Xô
- Hải quân Liên Xô

## Tính năng kỹ chiến thuật
Dữ liệu lấy từ 
Đặc tính tổng quan
- Kíp lái: 2
- Chiều dài: 10,6 m (34 ft 9 in)
- Sải cánh: 13,0 m (42 ft 8 in)
- Diện tích cánh: 13,0 m2 (140 foot vuông)
- Động cơ: 1 × Klimov M-103 kiểu động cơ piston, 710 kW (950 hp)

Hiệu suất bay
- Vận tốc cực đại: 376 km/h (234 mph; 203 kn) trên độ cao 4300 m (14110 ft)
- Tầm bay: 1.215 km (755 mi; 656 nmi)
- Trần bay: 8.500 m (27.887 ft)

Vũ khí trang bị

- Súng: súng máy 7,62mm (0.3in) ShKAS
- Bom: 500kg (1102lb)